# Jean-Baptiste Tuby
Pour les articles homonymes, voir Tuby.
Giambattista Tubi, dit Jean-Baptiste Tuby, né à Rome en 1635 et mort à Paris le 9 août 1700, est un sculpteur français d'origine italienne.

## Biographie
Arrivé à Paris vers 1660, il travaille sous la direction de Charles Le Brun à la manufacture des Gobelins. Il réalise, sur un dessin de Le Brun, le placage de marbres qui rhabille les grandes arcades du chœur de l'église Saint-Séverin à Paris.
En 1664 et 1665, il travaille dans les grottes et sur les terrasses des jardins du château de Saint-Germain-en-Laye.

Il collabore avec Antoine Coysevox au tombeau de Mazarin pour lequel il exécute la figure de la Fidélité (1689-1692), et réalise le tombeau de la mère de Charles Le Brun. Il sculpte la figure principale du tombeau de Turenne (1676-1680).

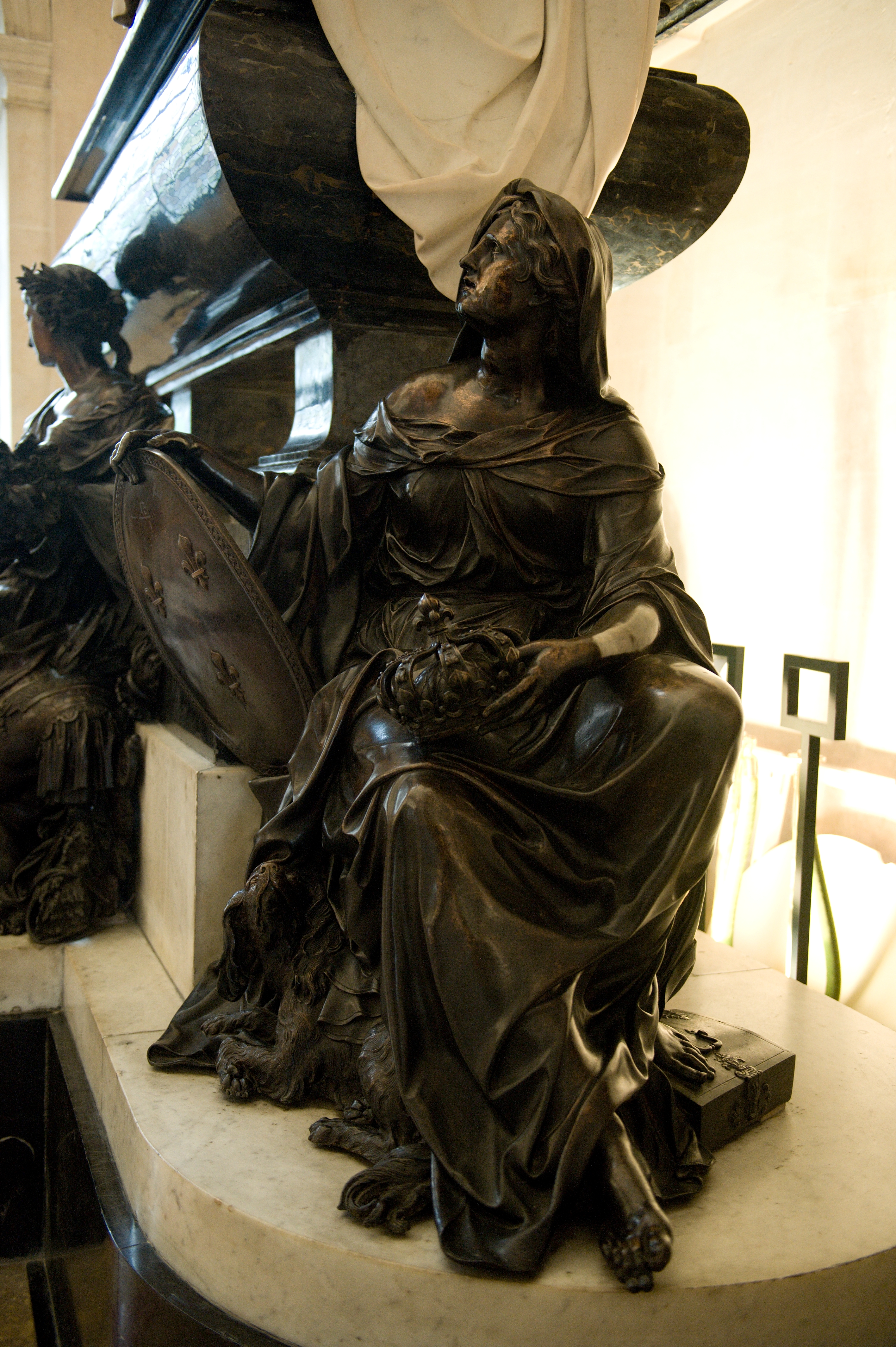
Figure de La Fidélité attribuée à Tuby, tombeau de Mazarin par Antoine Coysevox, chapelle de l'Institut de France.

Il travaille également pour Jean-Baptiste Colbert dans le parc de Sceaux (L'Hiver, marbre, aujourd'hui au jardin du Luxembourg).[réf. nécessaire] Il participe à la décoration sculptée de l'hôtel Carnavalet, 23 rue de Sévigné à Paris.
Sculpteur favori de Louis XIV, c'est au château de Versailles qu'il consacre l'essentiel de son activité :
- Le Char du Soleil, groupe central du bassin d'Apollon (1668-1671) ;
- Le groupe d'Acis et Galatée, non loin de la grotte de Thétys à Versailles ;
- Flore ou Le printemps, plomb doré, Groupe de deux amours s'ébattant autour d'une touffe de roseaux sur un îlot jonché de fleurs, décor secondaire du bassin de Flore (1672-1677[3]) (aujourd'hui dans le Bassin du Plat Fond) ;
- Le Poème lyrique, marbre, haut. 2,4 mètres, situé en haut de la rampe du bassin de Latone ;
- L'Amour fileur, plomb du Labyrinthe ;
- Le Poème lyrique, marbre (1674-1683) ;
- Le Rhône, La Saône, bronzes (1685-1688)
- Le vase de la paix, marbre (1685-1686).

Élu académicien en 1663, il obtient la nationalité française en 1672.
Deux ans après la mort de Colbert, en 1685, et à la demande de la veuve de ce dernier Marie Charron, il participe avec Coysevox à la réalisation d'un tombeau dont le dessin est fourni par Charles Le Brun. Ce tombeau se trouve toujours, malgré de nombreuses vicissitudes, dans l'église Saint-Eustache dont Colbert était paroissien. 

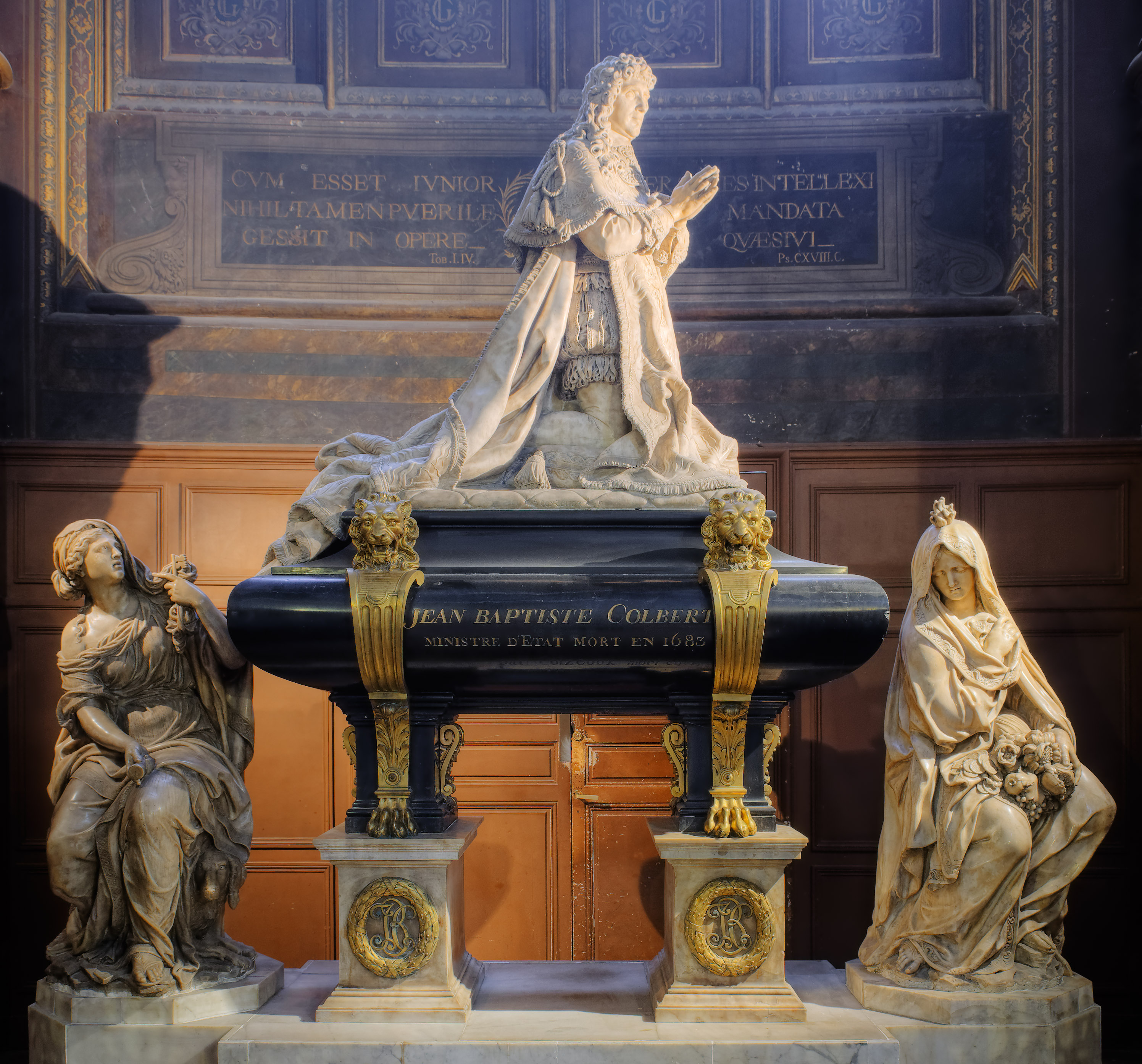
Monument funéraire de Colbert, Paris, église Saint-Eustache.
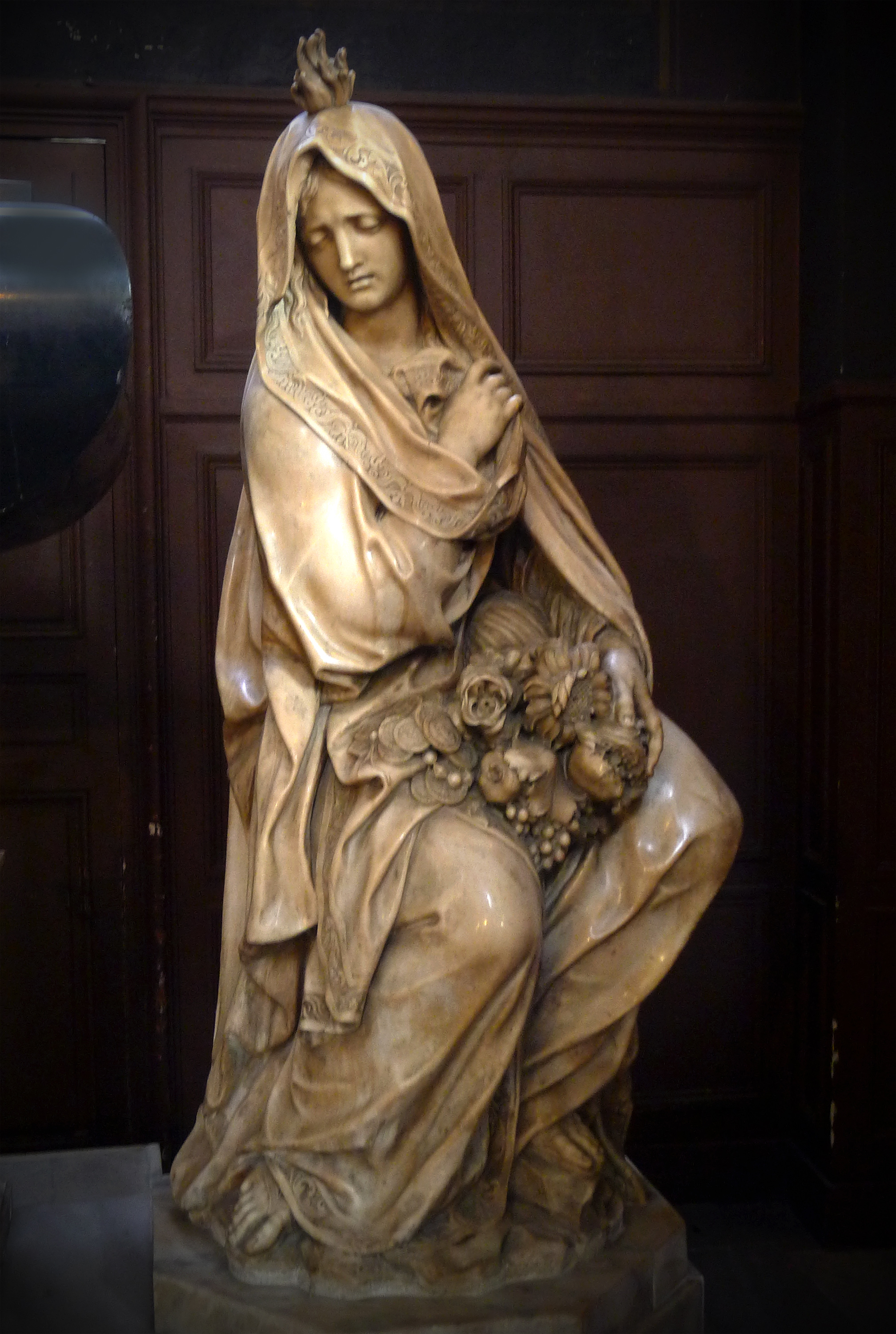
Statue de droite : la Foi (ou l'Abondance).

## Famille
Il s'est marié avec Marguerite Cocurel vers 1662, dont il a eu plusieurs enfants :
- Marcellin Tuby, baptisé dans la paroisse Saint-Gervais, le 28 décembre 1662,
- Jean-Baptiste Tuby II, probablement né en 1665, sculpteur,
- Charles Tuby, baptisé dans la paroisse Saint-Hippolyte, le 27 juillet 1666, dont le parrain était Charles Le Brun. Tuby était alors pensionnaire du roi aux Gobelins,
- Jean-Claude Tuby, baptisé le 8 septembre 1667,
- Anne-Élisabeth,
- Suzanne Tuby, qui a épousé, le 16 janvier 1681, Jacques Prou, sculpteur ordinaire du roi.

La date du décès de Marguerite Cocurel est inconnue. Jean-Baptiste Tuby s'est remarié le 22 septembre 1680 avec Suzanne Butay,, apparentée à Charles Le Brun par sa femme Suzanne Butay. Elle est la fille de Claude Butay, la nièce de Jean Butay, peintre et valet de chambre du roi, sœur de Pierre Butay, peintre du roi, et Louis Butay, sculpteur de Sa Majesté. De cette union sont nés quatre enfants.